# 尹兆林
尹兆林（1966年2月—），黑龙江兰西人，汉族，中国共产党党员。中华人民共和国政治人物、第十三届全国人民代表大会广东地区代表。

## 經歷
1993年9月加入中国共产党。2017年4月，担任中国石化集团茂名石化公司总经理、党委副书记。2017年8月，担任中共茂名市委常委。2018年2月24日，当选为第十三届全国人大代表。